# جيلبرت أدير
جيلبرت أدير (بالإنجليزية: Gilbert Adair)‏ (و. 1944 – 2011 م) هو كاتب، وصحفي، وكاتب سيناريو، ومترجم، وروائي، وناقد سينمائي إسكتلندي، توفي في لندن، عن عمر يناهز 67 عاماً، بسبب سكتة.

## وصلات خارجية
- جيلبرت أدير على موقع IMDb (الإنجليزية)
- جيلبرت أدير على موقع روتن توميتوز (الإنجليزية)
- جيلبرت أدير على موقع روتن توميتوز (الإنجليزية)
- جيلبرت أدير على موقع قاعدة بيانات الأفلام العربية
- جيلبرت أدير على موقع ألو سيني (الفرنسية)
- جيلبرت أدير على موقع أول موفي (الإنجليزية)
- جيلبرت أدير على موقع قاعدة بيانات الأفلام السويدية (السويدية)
- جيلبرت أدير على موقع قاعدة بيانات الفيلم (الإنجليزية)
- جيلبرت أدير على موقع كينوبويسك (الروسية)